# Aedh
Aedh (před rokem 858 – 878), vlastním jménem Áed mac Cináeda, byl synem Kennetha I. Králem Piktů se stal roku 877 po smrti svého předchůdce a bratra Konstantina I.
Kronika králů Alby uvádí, že vládl jeden rok, jeho panování nebylo historicky významné a byl zabit ve městě Nrurim. Kde se toto město nacházelo, není známo. Ulsterská kronika zaznamenává, že byl zabit svými společníky.
Jeho syn Konstantin se stal králem roku 900.